# Signiphora flavopalliata
Signiphora flavopalliata är en stekelart som beskrevs av William Harris Ashmead 1880. Signiphora flavopalliata ingår i släktet Signiphora och familjen långklubbsteklar. Inga underarter finns listade i Catalogue of Life.